# Myrowe (obwód charkowski)
Myrowe (ukr. Мирове) – wieś na Ukrainie, w obwodzie charkowskim, w rejonie kupiańskim, w hromadzie Kindrasziwka. W 2001 liczyła 534 mieszkańców, spośród których 505 wskazało jako ojczysty język ukraiński, a 29 rosyjski.